# Nick Spires
Nicholas James „Nick” Spires (ur. 25 lutego 1994 w Royal Tunbridge Wells) – szwedzki koszykarz, występujący na pozycjach silnego skrzydłowego lub środkowego, posiadający także brytyjskie obywatelstwo, reprezentant Szwecji, obecnie zawodnik PGE Spójni Stargard. 
9 grudnia 2021 dołączył do PGE Spójni Stargard. 27 marca 2022 opuścił klub

## Osiągnięcia
Stan na 14 grudnia 2021, na podstawie, o ile nie zaznaczono inaczej.

### Drużynowe
- Mistrz:
  - Szwecji (2016)
  - Hiszpanii juniorów (2011, 2012)
- Wicemistrz Szwecji (2017)
- Uczestnik rozgrywek:
  - FIBA Europe Cup (2015–2018)
  - Ligi Mistrzów FIBA (2016/2017)

### Reprezentacja
Seniorska
- Uczestnik
  - kwalifikacji do:
    - Eurobasketu (2016, 2020)
    - mistrzostw świata (2017 – 29. miejsce, 2021)

  - europejskich pre-kwalifikacji do mistrzostw świata (2017 – 1. miejsce)

Młodzieżowe
- Uczestnik mistrzostw Europy:
  - U–20 (2013 – 16. miejsce, 2014 – 19. miejsce)
  - U–18 dywizji B (2012)
  - U–16 dywizji B (2009, 2010)